# Juan Ángel Arias

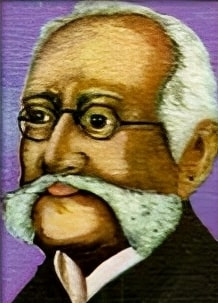

Juan Ángel Arias (* 1800 in Goascorán, Valle; † März 1842 in Quelapa, bei Tegucigalpa) war vom 24. Dezember 1829 bis 22. April 1830 Supremo Director von Honduras.
Am 24. Dezember 1829 übernahm Juan Ángel Arias von José Francisco Morazán Quezada die Regierungsgeschäfte. Nach der Niederschlagung der Aufständischen durch Morazán ließ Arias die Berichte über die Pacificación de Olancho, die Vereinbarungen der Streitparteien und die Niederlage der Aufständischen im Bürgerkrieg veröffentlichen. Der Supremo Director eröffnete die erste Grundschule in Yoro.
Juan Ángel Arias war mit Juana López verheiratet. Der Politiker wurde im März 1842 in Quelapa bei Tegucigalpa ermordet. Sein Sohn war Carlos Céleo Arias López.